# Panurginae
Panurginae es una subfamilia de abejas de la familia Andrenidae. Contiene alrededor de 1,400 especies en 35 géneros en 7 tribus, la gran mayoría en el género Perdita.
Alcanzan su mayor diversidad en el Nuevo Mundo. Están ausentes en Australia y en Asia tropical. Prefieren hábitats áridos y arenosos. 
La mayoría son oligolécticos, con asociaciones florales altamente especializadas, especialmente en zonas desérticas. La mayoría son de una sola generación anual y los adultos tienen una corta vida.

Calliopsis sp., hembra

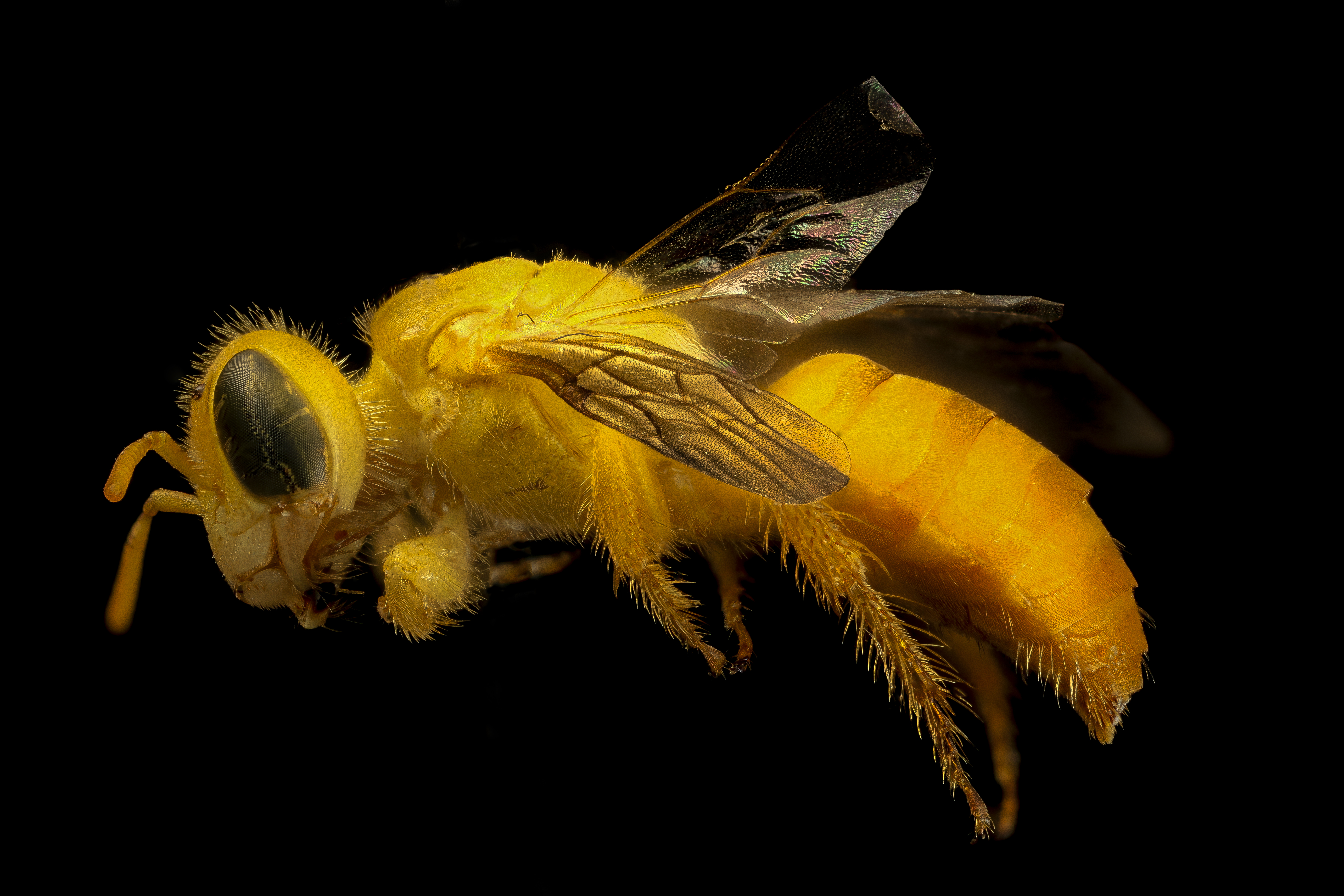
Arhysosage sp.

## Sistemática
- Tribu Protandrenini
  - Anthemurgus
  - Anthrenoides
  - Chaeturginus
  - Liphanthus
  - Neffapis
  - Parapsaenythia
  - Protandrena
  - Psaenythia
  - Pseudopanurgus
  - Rhophitulus
- Tribu Panurgini
  - Avpanurgus
  - Camptopoeum
  - Panurginus
  - Panurgus
- Tribu Nolanomelissini
  - Nolanomelissa
- Tribu Melitturgini
  - Borgatomelissa
  - Flavomeliturgula
  - Gasparinahla
  - Melitturga
  - Meliturgula
  - Mermiglossa
  - Plesiopanurgus
- Tribu Protomeliturgini
  - Protomeliturga
- Tribu Perditini
  - Macrotera
  - Perdita
- Tribu Calliopsini
  - Acamptopoeum
  - Arhysosage
  - Calliopsis
  - Callonychium
  - Litocalliopsis
  - Spinoliella
  - Xeranthrena[2]